# Hermann Köhler (Leichtathlet)
Hermann Köhler (* 12. Januar 1950 in Niedermarsberg, Sauerland) ist ein ehemaliger deutscher Leichtathlet und Olympiateilnehmer, der in den 1970er Jahren – für die Bundesrepublik startend – ein erfolgreicher 400-Meter-Läufer war. Bei Europameisterschaften gewann er mit den 4-mal-400-Meter-Staffeln 1971 die Goldmedaille und 1974 die Silbermedaille.
1971, 1973 und 1974 wurde Köhler Deutscher Hallenmeister mit der 4-mal-400-Meter-Staffel.

## Starts bei internationalen Höhepunkten im Einzelnen
- 1971, Europameisterschaften: Platz 1 mit der 4-mal-400-Meter-Staffel (3:02,9 min: Horst-Rüdiger Schlöske, Thomas Jordan, Martin Jellinghaus, Hermann Köhler); 400-Meter-Lauf: Platz 6 (46,1 s)
- 1972, Olympische Spiele: Platz 4 mit der 4-mal-400-Meter-Staffel
- 1974, Europameisterschaften: Platz 2 mit der 4-mal-400-Meter-Staffel (3:03,5 min: Rolf Ziegler, Hermann Köhler, Horst-Rüdiger Schlöske, Karl Honz)

Hermann Köhler gehörte dem Sportverein TV Wattenscheid an. In seiner aktiven Zeit war er 1,84 m groß und wog 76 kg.
| Personendaten    | Personendaten                                |
| ---------------- | -------------------------------------------- |
| NAME             | Köhler, Hermann                              |
| KURZBESCHREIBUNG | deutscher Leichtathlet und Olympiateilnehmer |
| GEBURTSDATUM     | 12. Januar 1950                              |
| GEBURTSORT       | Niedermarsberg, Sauerland                    |